# Хум на Сутли
Хум на Сутли је насељено место и седиште општине у Крапинско-загорској жупанији, Хрватска. До територијалне реорганизације у Хрватској налазио се у саставу бивше велике општине Преграда.

## Становништво
На попису становништва 2011. године, општина Хум на Сутли је имала 5.060 становника, од чега у самом Хуму на Сутли 1.096.

## Попис1991.
На попису становништва 1991. године, насељено место Хум на Сутли је имало 1.282 становника, следећег националног састава:
| Попис 1991.‍   | Попис 1991.‍  | Попис 1991.‍ | Попис 1991.‍ | Попис 1991.‍ |
| ------------- | ------------ | ----------- | ----------- | ----------- |
|               |              |             |             |             |
| Хрвати        | Хрвати       |             | 1.197       | 93,36%      |
| Словенци      | Словенци     |             | 61          | 4,75%       |
| Муслимани     | Муслимани    |             | 5           | 0,39%       |
| Срби          | Срби         |             | 5           | 0,39%       |
| Албанци       | Албанци      |             | 4           | 0,31%       |
| Македонци     | Македонци    |             | 1           | 0,07%       |
| Немци         | Немци        |             | 1           | 0,07%       |
| остали        | остали       |             | 1           | 0,07%       |
| неопредељени  | неопредељени |             | 4           | 0,31%       |
| непознато     | непознато    |             | 3           | 0,23%       |
| укупно: 1.282 |              |             |             |             |